# Wormvormige knotszwam
De wormvormige knotszwam (Clavaria fragilis) is een vrij algemeen voorkomende paddenstoel uit de familie Clavariaceae. In Nederland en België is de soort zeldzamer. Op de Nederlandse Rode lijst voor paddenstoelen wordt de soort als kwetsbaar aangeduid.

## Naamgeving
De wetenschappelijke naam Clavaria fragilis werd gepubliceerd in 1790 door Johan Theodor Holmskjold. In 1821 werd de soort opgenomen in Systema Mycologicum, een classificatiesysteem voor schimmels dat werd opgesteld door Elias Magnus Fries.
De soortaanduiding fragilis verwijst naar de ranke en broze vruchtlichamen (basidiomata genoemd).
De soort kent tal van synoniemen:
- 1790 - Clavaria cylindrica Bull.
- 1792 - Clavaria glabra J.F. Gmel.
- 1801 - Clavaria eburnea Pers.
- 1801 - Clavaria eburnea var. fragilis (Holmsk.) Pers.
- 1811 - Clavaria vermicularis Sw.
- 1818 - Clavaria alba Pers.
- 1821 - Xylaria albicans var. cylindrica (Bull.) Gray
- 1821 - Clavaria solida Gray
- 1822 - Clavaria vermiculata var. flexuosa Pers.
- 1822 - Clavaria pistilliforme Pers.
- 1887 - Clavaria gracilior Britzelm.
- 1879 - Clavaria corynoides Peck
- 1882 - Clavaria simplex P. Karst.
- 1891 - Clavaria muelleri Berk. ex Cooke
- 1901 - Clavaria nivea Quél.
- 1967 - Multiclavula corynoides (Peck) R.H. Petersen
- 1970 - Clavulinopsis corynoides (Peck) Corner

## Kenmerken

### Uiterlijke kenmerken
De wormvormige knotszwam heeft een zeer typisch en opvallend uiterlijk. De paddenstoel vormt langwerpige basidiomata, die tot 15 centimeter lang kunnen worden. Deze zijn overwegend wit van kleur en zeer fijn en broos. Ze groeien meestal in opeengepakte groepjes. De top van deze basidiomata zijn puntvormig, kunnen soms geel verkleuren en vertonen, naarmate ze ouder worden, ook een kromming. Er is geen noemenswaardige steel aanwezig. De basis van de schimmel is eerder klein en de vertakkingen starten reeds vlak boven de grond. 
De wormvormige knotszwam is eetbaar, maar eerder smaakloos. De geur wordt omschreven als gelijkend op die van jood.

### Microscopische kenmerken
De basidia zijn viersporig. Het subhymenium is 30-50 μm dik en bestaat uit ineengestrengelde korte cellen van 2-3 μm dik en is duidelijk gescheiden van de rest van het hymenium. De basidiosporen zijn glad, kleurloos en ellipsvormig tot langwerpig, met een kleine druppel en meten 5-7 × 3-4 μm. Myceliale hyfen hebben geen gespen.

## Ecologie
De wormvormige knotszwam groeit solitair of in groepen op vochtige bodems, drassige weilanden of bossen. Hij is een saprofyt en voedt zich met organisch afvalmateriaal.

## Verspreiding
De paddenstoel wordt over vrijwel de hele noordelijke hemisfeer aangetroffen, onder meer in Noord-Amerika, Europa en Azië. Er zijn ook exemplaren aangetroffen in Afrika en Australië, maar deze zijn eerder zeldzaam. In Nederland komt de soort vrij algemeen voor.